# Cassipourea pumila
Cassipourea pumila là một loài thực vật có hoa trong họ Rhizophoraceae. Loài này được Floret mô tả khoa học đầu tiên năm 1988.